# Guglielmo Boccanegra
Pour les articles homonymes, voir Famille Boccanegra et Boccanegra.
 (octobre 2018).
Si vous disposez d'ouvrages ou d'articles de référence ou si vous connaissez des sites web de qualité traitant du thème abordé ici, merci de compléter l'article en donnant les références utiles à sa vérifiabilité et en les liant à la section « Notes et références ».
Guglielmo Boccanegra est un homme politique génois né dans une famille illustre de Gênes.
Bien que patricien, il se fit le chef du parti démocratique, aida le peuple à secouer le joug de la noblesse, en 1257 et fut mis à la tête du gouvernement sous le titre de Podestat et « capitaine du peuple ». Il fut déposé en 1262.

## Source
Cet article comprend des extraits du Dictionnaire Bouillet. Il est possible de supprimer cette indication, si le texte reflète le savoir actuel sur ce thème, si les sources sont citées, s'il satisfait aux exigences linguistiques actuelles et s'il ne contient pas de propos qui vont à l'encontre des règles de neutralité de Wikipédia.

## Note
1. ↑  aussi nommé Guillaume